# 花供曽
花供曽（はなくそ）は、釈迦の入滅の日に行われる涅槃会において供物にされる和菓子。花供僧、花供祖表記もある。鏡餅などを用いたあられ、煎り豆に黒砂糖の蜜をまぶした甘い菓子である。主に京都に残る風習である。
江戸時代前期の1676年に刊行された年中行事を解説する書籍『日次紀事』でも既に「俗に誤て釈迦の鼻屎（ハナクソ）という」と記述されているように古くから「お釈迦さまのハナクソ」と呼ばれて親しまれている。
真正極楽寺（京都市）で開催されている涅槃会では花供曽が配られている。
釈迦に献花を行う意味の「花供御（はなくご、はなくぎょ）」が転訛したものだと言われている。